# Béatrice Pavy
Pour les articles homonymes, voir Pavy.
Béatrice Pavy, née le 14 octobre 1958 à Tours (Indre-et-Loire), est une femme politique française.

## Biographie
Elle est élue députée le 16 juin 2002, pour la XIIe législature (2002-2007), dans la troisième circonscription de la Sarthe. Elle fait partie du groupe UMP.
Elle est réélue en juin 2007 puis perd face à Guy-Michel Chauveau en 2012. Elle échoue à nouveau en 2017 face à Pascale Fontenel-Personne.
Elle soutient la candidature de François Fillon pour la présidence de l'UMP lors du congrès d'automne 2012.

## Mandats territoriaux
- Conseillère départementale du canton de Chateau-du-Loir de 2015 à 2021.

### Mandats intercommunaux
- Présidente de la communauté de communes de Loir et Bercé de 2014 à 2016.

### Anciens mandats locaux
- 14/03/1983 - 22/03/2014 : Membre conseil municipal de Saint-Pierre-de-Chevillé
- 20/03/1989 - 18/06/1995 : Adjointe au maire de Saint-Pierre-de-Chevillé
- 19/06/1995 - 22/03/2014 : Maire de Saint-Pierre-de-Chevillé
- 23/03/2014 - 01/10/2016 : Maire de Château-du-Loir[2]
- 01/10/2016 - 25/05/2020 : Maire de Montval-sur-Loir

### Conseil général/départemental de la Sarthe
- 19/03/2001 - 29/03/2015 : Membre du conseil général de la Sarthe
- 29/03/2004 - 29/03/2015 : Vice-présidente du conseil général de la Sarthe
- 30/03/2015 - 27/06/2021 : Membre du conseil départemental de la Sarthe (canton de Chateau-du-Loir)